# Kromwal
Kromwal (Fries: Kromwâl) is een buurtschap, of streeknaam in de gemeente Súdwest-Fryslân, in de Nederlandse provincie Friesland. Kromwal ligt ten noorden van de stad Sneek, direct ten westen van Britswerd, aan de Franekervaart.
De buurtschap wordt, hoewel buiten de bebouwde kom van het dorp Britswerd, door het kadaster niet meer als een buurtschap gezien, maar als een streeknaam of buurtje.

## Geschiedenis
Het boek van de Duitse geograaf Anton Friedrich Büsching, de Nieuwe geographie, of aardrijksbeschrijving uit de 18e eeuw omschrijft de buurtschap en meldt dat er veel mennonieten woonden. De plaats was na Witmarsum de tweede doopsgezinde gemeente van Friesland. In 1863 werd de doopsgezinde vermaning verplaatst van Kromwal naar Itens. 
In 1511 werd de plaats vermeld als Cromwal en Krum Wal, en in de 17e eeuw werd het vermeld als Kromwal. De plaatsnaam verwijst naar een bocht in de Franekervaart.

## Scheepshelling en- werf
Aan de Franekervaart bij Kromwal lag sinds de 17e eeuw een scheepshelling waar aanvankelijk schouwen en pramen werden gemaakt en gerepareerd. In het begin van de 20ste eeuw gleed de nieuwe vrachtmotorsboot Jonge Bouke van deze helling, gemaakt door de scheepswerf Van der Werf. Het beurtschip belandde uiteindelijk in Engeland, waar het een tijdje Anzolla heette, maar in 2014 werd het ter viering van het 100 jaar oude schip naar de buurtschap gehaald en daar omgedoopt naar Oude Bouke.
Steden: Bolsward · Hindeloopen · IJlst · Sneek · Stavoren · Workum

Dorpen en gehuchten: Abbega · Allingawier · Arum · Blauwhuis · Bozum · Breezanddijk · Britswerd · Burgwerd · Cornwerd · Dedgum · Deersum · Edens · Exmorra · Ferwoude · Folsgare · Gaast · Gaastmeer · Gauw · Goënga · Greonterp · Hartwerd · Heeg · Hemelum · Hennaard · Hichtum · Hidaard · Hieslum · Hommerts · Idsegahuizum · IJsbrechtum · Indijk · It Heidenskip · Itens · Jutrijp · Kimswerd · Kornwerderzand · Koudum · Kubaard · Loënga · Lollum · Longerhouw · Lutkewierum · Makkum · Molkwerum · Nijhuizum · Nijland · Offingawier · Oosterend · Oosterwierum · Oosthem · Oppenhuizen · Oudega · Parrega · Piaam · Pingjum · Poppingawier · Rauwerd · Rien · Roodhuis · Sandfirden · Scharl · Scharnegoutum · Schettens · Schraard · Sijbrandaburen · Terzool · Tirns · Tjalhuizum · Tjerkwerd · Uitwellingerga · Waaxens · Warns · Westhem · Wieuwerd · Witmarsum · Wolsum · Wommels · Wons · Woudsend · Zurich

Buurtschappen: Abbegaasterketting · Anneburen · Arkum · Atzeburen · Baarderburen · Baburen · Bernsterburen · De Bieren · De Blokken · De Hel · De Grits · De Kat · De Klieuw · De Polle · De Wieren · Dijksterburen · Doniaburen · Draaisterhuizen · Driehuizen · Eemswoude · Engwerd · Engwier · Exmorrazijl · Feyteburen · Flansum · Galamadammen · Gooium · Grauwe Kat · Grote Wiske · Grotewierum · Harkezijl · Hayum · Hemert · Hidaarderzijl · Hoekens · Hornsterburen · Idzega · Idserdaburen · Indijk (Bozum) · Jet · Jonkershuizen · Jousterp · Jouswerd · Kampen · Kleine Gaastmeer · Kleine Wiske · Kleiterp · Kooihuizen · Koufurderrige  · Kromwal · Koudehuizum · Laaxum · Laad en Zaad · Lippenwoude · Lytshuizen · Makkum (Bozum) · Meilahuizen · Montsamaburen · Nijeburen · Nijeklooster · Nijezijl · Oosthem (Witmarsum) · Osingahuizen · Piekezijl · Remswerd · Rijtseterp · Scharneburen · Schrok · Sieswerd · Sjungadijk · Smallebrugge · Sotterum · Speers  · Strand · Swaanwerd · Swarte Beien · Tsjerkebuorren · Vierhuizen · Viersprong · Vijfhuis · Vissersburen  · Het Vliet· Westerlittens · Wolsumerketting · Wonneburen · Ypecolsga

 Voormalige buurtschappen: Aaksens · Angterp · De Band · Barsum · De Bird · Bittens · Bloemkamp · Bootland · Bovenburen · Doniawier · Goëngamieden · Hiddum · Houw · Knossens · De Nes · Ottenburen · Sandfirderrijp · Slijp · Spijk · De Weeren 

Friesland: Steden en dorpen      Nederland: Provincies · Gemeenten